# 深遊
深遊，日本女性插畫師。

## 作品

### 輕小說
- 円環少女（長谷敏司，角川Sneaker文庫）
- 鋼殼都市雷吉歐斯（雨木シュウスケ，富士見Fantasia文庫）
- （Style-F）
- （Super Dash文庫）
- （藤原瑞記）
  - （藤原瑞記）
- （尾白未果）

## 外部連結
- （日語） TEA TIME，官方網站。